# Saint-Aubin-en-Bray
Saint-Aubin-en-Bray è un comune francese di 1 052 abitanti situato nel dipartimento dell'Oise della regione dell'Alta Francia.

## Società

### Evoluzione demografica
Abitanti censiti